# باشگاه فوتبال اتلتیکو مادرید در فصل ۲۱–۲۰۲۰
فصل ۲۱–۲۰۲۰ ۱۱۴اُمین فصل باشگاه فوتبال اتلتیکو مادرید و ۱۹اُمین فصل متوالی حضور این باشگاه در بالاترین دسته فوتبال اسپانیا است. اتلتیکو مادرید در این فصل در رقابت‌های لا لیگا، لیگ قهرمانان اروپا و کوپا دل ری حضور دارد. این فصل از ۱۴ اوت ۲۰۲۰ شروع شد و تا ۲۲ مه ۲۰۲۱ ادامه داشت.

## لباس فصل
| لباس اول · ۰ | لباس اول · جایگزین | لباس دوم · ۰ | لباس دوم · جایگزین ۱ | لباس دوم · جایگزین ۲ | لباس سوم · ۰ |

## بازیکنان
آمار تا پایان فصل فصل ۲۰–۲۰۱۹.
| ۱۹ سپتامبر ۲۰۲۰ دوستانه                   | اتلتیکو مادرید                                              | ۴–۱   | آلمریا  | مادرید                                     |
| ساعت تابستانی اروپای مرکزی (یوتی‌سی ۲:۰۰+) | - آلوارو موراتا - دیگو کوستا - ویکتور مالخو - ایوان شاپونیچ | گزارش | - Maraš | ورزشگاه: ورزشگاه متروپولیتانو تماشاگران: 0 |

| رقابت              | اولین بازی      | آخرین بازی    | شروع دور    | جایگاه نهایی | آمار | آمار | آمار | آمار | آمار | آمار | آمار | آمار  |
| رقابت              | اولین بازی      | آخرین بازی    | شروع دور    | جایگاه نهایی | بازی | ب    | ت    | ش    | گ‌ز   | گ‌خ   | ت‌گ   | % برد |
| ------------------ | --------------- | ------------- | ----------- | ------------ | ---- | ---- | ---- | ---- | ---- | ---- | ---- | ----- |
| لا لیگا            | ۲۷ سپتامبر ۲۰۲۰ | ۲۲ مه ۲۰۲۱    | هفته ۱      | قهرمان       | ۳۸   | ۲۶   | ۸    | ۴    | ۶۷   | ۲۵   | ۴۲+  | ۰۶۸   |
| کوپا دل ری         | ۱۶ دسامبر ۲۰۲۰  | ۶ ژانویه ۲۰۲۱ | دور اول     | دور دوم      | ۲    | ۱    | ۰    | ۱    | ۳    | ۱    | ۲+   | ۰۵۰   |
| لیگ قهرمانان اروپا | ۲۱ اکتبر ۲۰۲۰   | ۱۷ مارس ۲۰۲۱  | مرحله گروهی | یک‌هشتم نهایی | ۸    | ۲    | ۳    | ۳    | ۷    | ۱۱   | ۴−   | ۰۲۵   |
| مجموع              | مجموع           | مجموع         | مجموع       | مجموع        | ۴۸   | ۲۹   | ۱۱   | ۸    | ۷۷   | ۳۷   | ۴۰+  | ۰۶۰   |

| رتبه | تیم                | بازی | برد | مساوی | باخت | گل زده | گل خورده | گل تفاضل | امتیاز | صعود یا سقوط                  |
| ---- | ------------------ | ---- | --- | ----- | ---- | ------ | -------- | -------- | ------ | ----------------------------- |
| ۱    | اتلتیکو مادرید (C) | ۳۸   | ۲۶  | ۸     | ۴    | ۶۷     | ۲۵       | ۴۲+      | ۸۶     | راه‌یابی به لیگ قهرمانان اروپا |
| ۲    | رئال مادرید        | ۳۸   | ۲۵  | ۹     | ۴    | ۶۷     | ۲۸       | ۳۹+      | ۸۴     | راه‌یابی به لیگ قهرمانان اروپا |
| ۳    | بارسلونا           | ۳۸   | ۲۴  | ۷     | ۷    | ۸۵     | ۳۸       | ۴۷+      | ۷۹     | راه‌یابی به لیگ قهرمانان اروپا |
| ۴    | سویا               | ۳۸   | ۲۴  | ۵     | ۹    | ۵۳     | ۳۳       | ۲۰+      | ۷۷     | راه‌یابی به لیگ قهرمانان اروپا |
| ۵    | رئال سوسیداد       | ۳۸   | ۱۷  | ۱۱    | ۱۰   | ۵۹     | ۳۸       | ۲۱+      | ۶۲     | راه‌یابی به لیگ اروپا          |

| مجموع | مجموع  | مجموع | مجموع | مجموع | مجموع | مجموع | مجموع | خانه | خانه | خانه | خانه | خانه | خانه | مهمان | مهمان | مهمان | مهمان | مهمان | مهمان |
| بازی  | امتیاز | پ     | ت     | ش     | گ‌ز    | گ‌خ    | ت‌گ    | پ    | ت    | ش    | گ‌ز   | گ‌خ   | ت‌گ   | پ     | ت     | ش     | گ‌ز    | گ‌خ    | ت‌گ    |
| ----- | ------ | ----- | ----- | ----- | ----- | ----- | ----- | ---- | ---- | ---- | ---- | ---- | ---- | ----- | ----- | ----- | ----- | ----- | ----- |
| ۳۸    | ۸۶     | ۲۶    | ۸     | ۴     | ۶۷    | ۲۵    | ۴۲+   | ۱۵   | ۳    | ۱    | ۴۱   | ۱۱   | ۳۰+  | ۱۱    | ۵     | ۳     | ۲۶    | ۱۴    | ۱۲+   |

| هفته    | 1 | 2 | 3 | 4 | 5 | 6 | 7 | 8 | 9 | 10 | 11 | 12 | 13 | 14 | 15 | 16 | 17 | 18 | 19 | 20 | 21 | 22 | 23 | 24 | 25 | 26 | 27 | 28 | 29 | 30 | 31 | 32 | 33 | 34 | 35 | 36 | 37 | 38 |
| ------- | - | - | - | - | - | - | - | - | - | -- | -- | -- | -- | -- | -- | -- | -- | -- | -- | -- | -- | -- | -- | -- | -- | -- | -- | -- | -- | -- | -- | -- | -- | -- | -- | -- | -- | -- |
| زمین    | H | A | H | A | H | A | H | A | H | H  | A  | H  | A  | H  | A  | H  | A  | H  | A  | H  | A  | H  | A  | H  | A  | H  | A  | H  | A  | A  | H  | A  | H  | A  | A  | H  | H  | A  |
| دست‌آورد | W | D | W | D | D | W | W | W | W | W  | W  | W  | L  | W  | W  | W  | W  | W  | W  | W  | W  | D  | W  | L  | W  | D  | D  | W  | L  | D  | W  | L  | W  | W  | D  | W  | W  | W  |
| جایگاه  | 4 | 4 | 2 | 5 | 5 | 4 | 3 | 2 | 1 | 1  | 1  | 1  | 1  | 1  | 1  | 1  | 1  | 1  | 1  | 1  | 1  | 1  | 1  | 1  | 1  | 1  | 1  | 1  | 1  | 1  | 1  | 3  | 1  | 1  | 1  | 1  | 1  | 1  |

| ۲۷ سپتامبر ۲۰۲۰ ۳                               | اتلتیکو مادرید | ۶–۱   | گرانادا                               | مادرید                                                                    |
| ۱۶:۰۰ ساعت تابستانی اروپای مرکزی (یوتی‌سی ۲:۰۰+) | - دیگو کوستا ۹' - ژوآو فلیکس '۲۷, ۶۵' - آنخل کوره‌آ ۴۷' - سائول نیگس 16', '۵۹ - مارکوس یورنته ۷۳' - توماس پارتی '۷۴ - لوییس سوارز ۸۵'، ۹۰+۳' | گزارش | - Duarte '۱۵ - خورخه مولینا ویدال ۸۷' | ورزشگاه: ورزشگاه متروپولیتانو تماشاگران: 0 داور: Xavier Estrada Fernández |

| ۳۰ سپتامبر ۲۰۲۰ ۴                               | اوئسکا      | ۰–۰   | اتلتیکو مادرید | اوئسکا                                                            |
| ۱۹:۰۰ ساعت تابستانی اروپای مرکزی (یوتی‌سی ۲:۰۰+) | - Galán '۸۰ | گزارش |                | ورزشگاه: ورزشگاه ال الکورا تماشاگران: 0 داور: Adrián Cordero Vega |

| ۳ اکتبر ۲۰۲۰ ۵                                  | اتلتیکو مادرید  | ۰–۰   | ویارئال                                | مادرید                                                                    |
| ۱۶:۰۰ ساعت تابستانی اروپای مرکزی (یوتی‌سی ۲:۰۰+) | - رنان لودی '۵۶ | گزارش | - رائول آلبیول '۵۰ - ویسنته ایبورا '۷۹ | ورزشگاه: ورزشگاه متروپولیتانو تماشاگران: 0 داور: الخاندرو هرناندز هرناندز |

| ۱۷ اکتبر ۲۰۲۰ ۶                                 | سلتاویگو                                        | ۰–۲   | اتلتیکو مادرید | بیگو                                                               |
| ۱۶:۰۰ ساعت تابستانی اروپای مرکزی (یوتی‌سی ۲:۰۰+) | - فران بلتران '۴۱ - نولیتو '۶۳ - یاگو آسپاس '۸۳ | گزارش | - لوییس سوارز ۶' - ماریو هرموسو '۱۷ - دیگو کوستا '۳۷ - فلیپه (بازیکن فوتبال) '۷۱ - هکتور هررا '۸۶ - یانیک فریرا کاراسکو ۹۰+۵' | ورزشگاه: ورزشگاه بالایدوس تماشاگران: 0 داور: Juan Martínez Munuera |

| ۲۴ اکتبر ۲۰۲۰ ۷                                 | اتلتیکو مادرید                                                                     | ۲–۰   | رئال بتیس            | مادرید                                                              |
| ۲۱:۰۰ ساعت تابستانی اروپای مرکزی (یوتی‌سی ۲:۰۰+) | - لوییس سوارز '۴۱, ۹۰+۱' - مارکوس یورنته ۴۶' - کوکه (بازیکن فوتبال، زاده ۱۹۹۲) '۵۰ | گزارش | - مارتین مونتویا '۷۲ | ورزشگاه: ورزشگاه متروپولیتانو تماشاگران: 0 داور: آنتونیو متئو لائوس |

| ۳۱ اکتبر ۲۰۲۰ ۸                        | اوساسونا                    | ۱–۳   | اتلتیکو مادرید | پامپلونا                                                                   |
| ۱۸:۳۰ زمان اروپای مرکزی (یوتی‌سی ۱:۰۰+) | - Herrera '۴۲ - Budimir ۸۰' | گزارش | - ژوآو فلیکس ۴۳' (پنالتی)، ۶۹', 48' - کوکه (بازیکن فوتبال، زاده ۱۹۹۲) '۷۲ - لوکاس توریرا ۸۸' - مارکوس یورنته '۹۰+۱ | ورزشگاه: ورزشگاه رینو د ناوارا تماشاگران: 0 داور: Xavier Estrada Fernández |

| ۷ نوامبر ۲۰۲۰ ۹                        | اتلتیکو مادرید                                                                    | ۴–۰   | کادیس         | مادرید                                                               |
| ۲۱:۰۰ زمان اروپای مرکزی (یوتی‌سی ۱:۰۰+) | - ژوآو فلیکس ۸'، ۹۰+۱' - مارکوس یورنته ۲۲' - لوییس سوارز ۵۱' - جفری کوندوگبیا '۸۵ | گزارش | - Jønsson '۵۷ | ورزشگاه: ورزشگاه متروپولیتانو تماشاگران: 0 داور: Adrián Cordero Vega |

| ۲۱ نوامبر ۲۰۲۰ ۱۰                      | اتلتیکو مادرید                                                                                            | ۱–۰   | بارسلونا | مادرید                                                                     |
| ۲۱:۰۰ زمان اروپای مرکزی (یوتی‌سی ۱:۰۰+) | - کوکه (بازیکن فوتبال، زاده ۱۹۹۲) '۹ - یانیک فریرا کاراسکو '۲۶, ۴۵+۳' - استفان ساویچ '۷۹ - خوزه خیمنز '۸۰ | گزارش |          | ورزشگاه: ورزشگاه متروپولیتانو تماشاگران: 0 داور: José Luis Munuera Montero |

| ۲۸ نوامبر ۲۰۲۰ ۱۱                      | والنسیا                        | ۰–۱   | اتلتیکو مادرید | والنسیا                                                                 |
| ۱۶:۱۵ زمان اروپای مرکزی (یوتی‌سی ۱:۰۰+) | - Račić '۲۸ - هوگو گویامون '۵۷ | گزارش | - سائول نیگس '۴۳ - آنخل کوره‌آ '۶۲ - مارکوس یورنته '۷۶ - تونی لاتو ۷۹' (گل‌به‌خودی) - ژوآو فلیکس '۸۱ - کوکه (بازیکن فوتبال، زاده ۱۹۹۲) '۸۳ | ورزشگاه: ورزشگاه مستایا تماشاگران: 0 داور: Ricardo de Burgos Bengoetxea |

| ۵ دسامبر ۲۰۲۰ ۱۲                       | اتلتیکو مادرید | ۲–۰   | وایادولید                | مادرید                                                                  |
| ۱۸:۳۰ زمان اروپای مرکزی (یوتی‌سی ۱:۰۰+) | - استفان ساویچ '۲۴ - ویتولو (بازیکن فوتبال، زاده ۱۹۸۹) '۴۰ - لوییس سوارز '۴۹ - توما لمار ۵۶' - مارکوس یورنته ۷۲' - هکتور هررا '۸۵ | گزارش | - Sánchez '۵۱ - Mesa '۸۱ | ورزشگاه: ورزشگاه متروپولیتانو تماشاگران: 0 داور: Pablo González Fuertes |

| ۱۲ دسامبر ۲۰۲۰ ۱۳                      | رئال مادرید                                    | ۲–۰   | اتلتیکو مادرید                                      | مادرید                                                                   |
| ۲۱:۰۰ زمان اروپای مرکزی (یوتی‌سی ۱:۰۰+) | - کازمیرو ۱۵', '۳۶ - یان اوبلاک ۶۳' (گل‌به‌خودی) | گزارش | - توما لمار '۴۶ - آنخل کوره‌آ '۵۰ - ماریو هرموسو '۶۵ | ورزشگاه: ورزشگاه آلفردو دی استفانو تماشاگران: 0 داور: آنتونیو متئو لائوس |

| ۱۹ دسامبر ۲۰۲۰ ۱۴                      | اتلتیکو مادرید                                                      | ۳–۱   | الچه                                   | مادرید                                                                    |
| ۱۴:۰۰ زمان اروپای مرکزی (یوتی‌سی ۱:۰۰+) | - ماریو هرموسو '۴۰ - لوییس سوارز ۴۱'، ۵۸' - دیگو کوستا ۸۰' (پنالتی) | گزارش | - Gonzalo '۱۴ - Boyé ۶۴' - Marcone '۷۹ | ورزشگاه: ورزشگاه متروپولیتانو تماشاگران: 0 داور: Xavier Estrada Fernández |

| ۲۲ دسامبر ۲۰۲۰ ۱۵                      | رئال سوسیداد                                          | ۰–۲   | اتلتیکو مادرید                                                                  | سن سباستین                                                            |
| ۱۹:۴۵ زمان اروپای مرکزی (یوتی‌سی ۱:۰۰+) | - Le Normand '۲۹ - Elustondo '۸۰ - الکساندر ایساک '۸۶ | گزارش | - استفان ساویچ '۱۶ - ماریو هرموسو '۲۹, ۴۹' - سائول نیگس '۶۶ - مارکوس یورنته ۷۴' | ورزشگاه: ورزشگاه آنوئتا تماشاگران: 0 داور: Guillermo Cuadra Fernández |

| ۳۰ دسامبر ۲۰۲۰ ۱۶                      | اتلتیکو مادرید                                        | ۱–۰   | ختافه                                                   | مادرید                                                            |
| ۱۹:۱۵ زمان اروپای مرکزی (یوتی‌سی ۱:۰۰+) | - لوییس سوارز ۲۰' - استفان ساویچ '۲۶ - خوزه خیمنز '۸۴ | گزارش | - آنخل لوییس رودریگز دیاز '۲۴ - Timor '۷۵ - Etxeita '۸۳ | ورزشگاه: ورزشگاه متروپولیتانو تماشاگران: 0 داور: خسوس خیل مانزانو |

| ۳ ژانویه ۲۰۲۱ ۱۷                       | آلاوس                                                  | ۱–۲   | اتلتیکو مادرید                                                         | بیتوریا                                                               |
| ۱۶:۱۵ زمان اروپای مرکزی (یوتی‌سی ۱:۰۰+) | - Laguardia '۶۳ - فلیپه (بازیکن فوتبال) ۸۴' (گل‌به‌خودی) | گزارش | - یانیک فریرا کاراسکو '۲۹ - مارکوس یورنته ۴۱' - لوییس سوارز ۹۰', '۹۰+۴ | ورزشگاه: ورزشگاه مندیزوروتسا تماشاگران: 0 داور: Juan Martínez Munuera |

| ۱۲ ژانویه ۲۰۲۱ ۱ | اتلتیکو مادرید                                                                             | ۲–۰   | سویا | مادرید                                                                    |
| ۲۱:۳۰ زمان اروپای مرکزی (یوتی‌سی ۱:۰۰+)                                                                                                | - آنخل کوره‌آ ۱۷' - کوکه (بازیکن فوتبال، زاده ۱۹۹۲) '۴۸ - استفان ساویچ '۵۷ - سائول نیگس ۷۶' | گزارش |      | ورزشگاه: ورزشگاه متروپولیتانو تماشاگران: 0 داور: Xavier Estrada Fernández |
| یادداشت: Match originally scheduled for 12 September 2020, but postponed due to the delayed conclusion of last season's مسابقات یوفا. |                                                                                            |       |      |                                                                           |

| ۲۱ ژانویه ۲۰۲۱ ۱۹                      | ایبار                                                                                | ۱–۲   | اتلتیکو مادرید                                                                 | ایبار                                                               |
| ۲۱:۳۰ زمان اروپای مرکزی (یوتی‌سی ۱:۰۰+) | - مارکو دمیتروویچ ۱۲' (پنالتی) - Arbilla '۸۳ - Kike '۹۰+۱ - آلخاندرو پوزو پوزو '۹۰+۴ | گزارش | - لوییس سوارز ۴۰'، ۸۹' (پنالتی) - فلیپه (بازیکن فوتبال) '۶۲ - استفان ساویچ '۹۰ | ورزشگاه: ورزشگاه شهری ایپوروا تماشاگران: 0 داور: Mario Melero López |

| ۲۴ ژانویه ۲۰۲۱ ۲۰                      | اتلتیکو مادرید                                                                            | ۳–۱   | والنسیا     | مادرید                                                                        |
| ۲۱:۰۰ زمان اروپای مرکزی (یوتی‌سی ۱:۰۰+) | - ژوآو فلیکس ۲۳' - شیمه ورسایکو '۳۰ - لوییس سوارز ۵۴' - آنخل کوره‌آ ۷۲' - استفان ساویچ '۷۶ | گزارش | - Račić ۱۱' | ورزشگاه: ورزشگاه متروپولیتانو تماشاگران: 0 داور: Ricardo de Burgos Bengoetxea |

| ۳۱ ژانویه ۲۰۲۱ ۲۱                      | کادیس                               | ۲–۴   | اتلتیکو مادرید | کادیس                                                              |
| ۱۶:۱۵ زمان اروپای مرکزی (یوتی‌سی ۱:۰۰+) | - آلوارو نگردو ۳۵'، ۷۱' - Jairo '۴۰ | گزارش | - لوییس سوارز ۲۸'، ۵۰' (پنالتی) - لوکاس توریرا '۳۸ - ژوآو فلیکس '۴۱ - سائول نیگس ۴۴' - شیمه ورسایکو '۷۳ - کوکه (بازیکن فوتبال، زاده ۱۹۹۲) '۷۷, ۸۸' - جفری کوندوگبیا '۸۵ | ورزشگاه: ورزشگاه رامون کارانزا تماشاگران: 0 داور: خسوس خیل مانزانو |

| ۸ فوریه ۲۰۲۱ ۲۲                        | اتلتیکو مادرید                                                      | ۲–۲   | سلتاویگو                                                               | مادرید                                                                      |
| ۲۱:۰۰ زمان اروپای مرکزی (یوتی‌سی ۱:۰۰+) | - فلیپه (بازیکن فوتبال) '۲۳ - لوییس سوارز ۴۵'، ۵۰' - خوزه خیمنز '۶۷ | گزارش | - رناتو تاپیا '۵ - سانتی مینا ۱۳' - دنیس سوارز '۷۸ - فاکوندو فریرا ۸۹' | ورزشگاه: ورزشگاه متروپولیتانو تماشاگران: 0 داور: Guillermo Cuadra Fernández |

| ۱۳ فوریه ۲۰۲۱ ۲۳                       | گرانادا       | ۱–۲   | اتلتیکو مادرید | گرانادا                                                                |
| ۱۴:۰۰ زمان اروپای مرکزی (یوتی‌سی ۱:۰۰+) | - Herrera ۶۶' | گزارش | - لوییس سوارز '۳۹ - سائول نیگس '۴۳ - مارکوس یورنته ۶۳' - آنخل کوره‌آ ۷۴' - استفان ساویچ '۷۷ - کوکه (بازیکن فوتبال، زاده ۱۹۹۲) '۸۹ - یانیک فریرا کاراسکو '۹۰+۱ | ورزشگاه: ورزشگاه جدید لوس کارمنس تماشاگران: 0 داور: آنتونیو متئو لائوس |

| ۱۷ فوریه ۲۰۲۱ ۲ | لوانته                       | ۱–۱   | اتلتیکو مادرید                                                               | والنسیا                                                                      |
| ۱۹:۰۰ زمان اروپای مرکزی (یوتی‌سی ۱:۰۰+)                                                                                                | - Bardhi ۱۷' - De Frutos '۴۵ | گزارش | - سائول نیگس '۲۶ - مارکوس یورنته ۳۷' - استفان ساویچ '۴۲ - جفری کوندوگبیا '۵۱ | ورزشگاه: ورزشگاه سیوداد والنسیا تماشاگران: 0 داور: José Luis Munuera Montero |
| یادداشت: Match originally scheduled for 19 September 2020, but postponed due to the delayed conclusion of last season's مسابقات یوفا. |                              |       |                                                                              |                                                                              |

| ۲۰ فوریه ۲۰۲۱ ۲۴                       | اتلتیکو مادرید                                        | ۰–۲   | لوانته                                                                      | مادرید                                                              |
| ۱۶:۱۵ زمان اروپای مرکزی (یوتی‌سی ۱:۰۰+) | - توما لمار '۷۰ - کوکه (بازیکن فوتبال، زاده ۱۹۹۲) '۷۰ | گزارش | - Morales ۳۰' - روبن وزو '۳۶ - Cárdenas '۶۹ - Róber '۹۰+۱ - De Frutos ۹۰+۵' | ورزشگاه: ورزشگاه متروپولیتانو تماشاگران: 0 داور: Mario Melero López |

| ۲۸ فوریه ۲۰۲۱ ۲۵                       | ویارئال                        | ۰–۲   | اتلتیکو مادرید                                                                                                  | ویارئال، کاستلیون                                                           |
| ۲۱:۰۰ زمان اروپای مرکزی (یوتی‌سی ۱:۰۰+) | - Costa '۳۲ - رائول آلبیول '۵۱ | گزارش | - آلفونسو پدراسا ۲۵' (گل‌به‌خودی) - فلیپه (بازیکن فوتبال) '۳۵ - توما لمار '۴۵+۵ - سائول نیگس '۴۷ - ژوآو فلیکس ۶۹' | ورزشگاه: ورزشگاه ال مادریگا تماشاگران: 0 داور: Ricardo de Burgos Bengoetxea |

| ۷ مارس ۲۰۲۱ ۲۶                         | اتلتیکو مادرید | ۱—۱   | رئال مادرید                         | مادرید                                                                    |
| ۱۶:۱۵ زمان اروپای مرکزی (یوتی‌سی ۱:۰۰+) | - لوییس سوارز ۱۵' - یانیک فریرا کاراسکو '۶۴ - آنخل کوره‌آ '۷۲ - ژوآو فلیکس '۸۰ - استفان ساویچ '۹۰ - مارکوس یورنته '۹۰+۲ | گزارش | - رافائل واران '۶۷ - کریم بنزما ۸۸' | ورزشگاه: ورزشگاه متروپولیتانو تماشاگران: ۰ داور: الخاندرو هرناندز هرناندز |

| ۱۰ مارس ۲۰۲۱ ۱۸ | اتلتیکو مادرید                                                                                 | ۲–۱   | اتلتیک بیلبائو                                | مادرید                                                            |
| ۱۹:۰۰ زمان اروپای مرکزی (یوتی‌سی ۱:۰۰+)                                                                                                | - فلیپه (بازیکن فوتبال) '۴۳ - مارکوس یورنته ۴۵+۲' - لوییس سوارز ۵۱' (پنالتی) - رنان لودی '۹۰+۴ | گزارش | - ایکر مونیاین ۲۱' - د مارکوس '۳۸ - Vesga '۴۱ | ورزشگاه: ورزشگاه متروپولیتانو تماشاگران: 0 داور: خسوس خیل مانزانو |
| یادداشت: Match originally scheduled for 9 January 2021, but postponed due to the storm causing the closure of Madrid Barajas airport. |                                                                                                |       |                                               |                                                                   |

| ۱۳ مارس ۲۰۲۱ ۲۷                        | ختافه                         | ۰–۰   | اتلتیکو مادرید                                                                                  | ختافه                                                                                |
| ۲۱:۰۰ زمان اروپای مرکزی (یوتی‌سی ۱:۰۰+) | - آلن انیوم '۷۰ - Soria '۹۰+۱ | گزارش | - خوزه خیمنز '۴۵+۱ - استفان ساویچ '۴۵+۲ - ژوآو فلیکس '۷۷ - مارکوس یورنته '۸۳ - ماریو هرموسو '۸۴ | ورزشگاه: ورزشگاه کولیسیوم آلفونسو پرز تماشاگران: 0 داور: José María Sánchez Martínez |

| ۲۱ مارس ۲۰۲۱ ۲۸                        | اتلتیکو مادرید                                                                    | ۱–۰   | آلاوس                                                             | مادرید                                                                 |
| ۱۸:۳۰ زمان اروپای مرکزی (یوتی‌سی ۱:۰۰+) | - لوییس سوارز ۵۴' - یانیک فریرا کاراسکو '۷۶ - استفان ساویچ '۸۵ - سائول نیگس '۹۰+۲ | گزارش | - جوتا (بازیکن فوتبال اسپانیایی) '۳۳ - خوزه‌لو 86' - Battaglia '۸۸ | ورزشگاه: ورزشگاه متروپولیتانو تماشاگران: 0 داور: Juan Martínez Munuera |

| ۴ آوریل ۲۰۲۱ ۲۹                                 | سویا                                                            | ۱–۰   | اتلتیکو مادرید                                                                        | سویل                                                                     |
| ۲۱:۰۰ ساعت تابستانی اروپای مرکزی (یوتی‌سی ۲:۰۰+) | - لوکاس اوکامپوس 8' - دیه‌گو کارلوس '۱۰ - مارکوس آکونیا '۵۶, ۷۰' | گزارش | - فلیپه (بازیکن فوتبال) '۵ - لوییس سوارز '۵۶ - مارکوس یورنته '۷۹ - جفری کوندوگبیا '۸۶ | ورزشگاه: ورزشگاه رامون سانچز پیس‌خوان تماشاگران: 0 داور: خسوس خیل مانزانو |

| ۱۱ آوریل ۲۰۲۱ ۳۰                                | رئال بتیس         | ۱–۱   | اتلتیکو مادرید           | سویل                                                                          |
| ۲۱:۰۰ ساعت تابستانی اروپای مرکزی (یوتی‌سی ۲:۰۰+) | - کریستین تیو ۲۰' | گزارش | - یانیک فریرا کاراسکو ۵' | ورزشگاه: ورزشگاه بنیتو ویامارین تماشاگران: 0 داور: Guillermo Cuadra Fernández |

| ۱۸ آوریل ۲۰۲۱ ۳۳                                                                                   | اتلتیکو مادرید                                                           | ۵–۰   | ایبار          | مادرید                                                            |
| ۱۶:۱۵ ساعت تابستانی اروپای مرکزی (یوتی‌سی ۲:۰۰+)                                                    | - آنخل کوره‌آ ۴۲'، ۴۴' - یانیک فریرا کاراسکو ۴۹' - مارکوس یورنته ۵۳'، ۶۸' | گزارش | - Oliveira '۸۸ | ورزشگاه: ورزشگاه متروپولیتانو تماشاگران: 0 داور: César Soto Grado |
| یادداشت: The match was originally scheduled for 28 April 2021, but was brought forward by La Liga. |                                                                          |       |                |                                                                   |

| ۲۲ آوریل ۲۰۲۱ ۳۱                                | اتلتیکو مادرید                                                               | ۲–۰   | اوئسکا | مادرید                                                                     |
| ۱۹:۰۰ ساعت تابستانی اروپای مرکزی (یوتی‌سی ۲:۰۰+) | - آنخل کوره‌آ ۳۹' - خوزه خیمنز '۶۵ - یانیک فریرا کاراسکو ۸۰' - سائول نیگس '۸۳ | گزارش |        | ورزشگاه: ورزشگاه متروپولیتانو تماشاگران: 0 داور: José Luis Munuera Montero |

| ۲۵ آوریل ۲۰۲۱ ۳۲                                | اتلتیک بیلبائو                                                                                | ۲–۱   | اتلتیکو مادرید                                            | بیلبائو                                                            |
| ۲۱:۰۰ ساعت تابستانی اروپای مرکزی (یوتی‌سی ۲:۰۰+) | - Berenguer ۸' - Sancet '۴۴ - Vencedor '۶۱ - D. García '۶۶ - اینیگو مارتینز ۸۶' - López '۹۰+۲ | گزارش | - مارکوس یورنته '۱۱ - استفان ساویچ ۷۷' - لوکاس توریرا '۸۱ | ورزشگاه: ورزشگاه سن مامس تماشاگران: 0 داور: Pablo González Fuertes |

| ۱ مه ۲۰۲۱ ۳۴                                    | الچه                                                       | ۰–۱   | اتلتیکو مادرید                                                | الچه                                                                        |
| ۱۶:۱۵ ساعت تابستانی اروپای مرکزی (یوتی‌سی ۲:۰۰+) | - Milla '۶۹ - Boyé '۷۵ - آنتونیو باراژان '۷۶ - Fidel 90+1' | گزارش | - مارکوس یورنته ۲۳' - توما لمار '۳۶ - یانیک فریرا کاراسکو '۴۱ | ورزشگاه: ورزشگاه مانوئل مارتینز والرو تماشاگران: 0 داور: Mario Melero López |

| ۸ مه ۲۰۲۱ ۳۵                                    | بارسلونا                                              | ۰–۰   | اتلتیکو مادرید                                                                     | بارسلون                                                       |
| ۱۶:۱۵ ساعت تابستانی اروپای مرکزی (یوتی‌سی ۲:۰۰+) | - ایلاکس موریبا '۵۸ - ژوردی آلبا '۸۲ - جرارد پیکه '۸۲ | گزارش | - سائول نیگس '۳۵ - فلیپه (بازیکن فوتبال) '۴۶ - کوکه (بازیکن فوتبال، زاده ۱۹۹۲) '۶۵ | ورزشگاه: ورزشگاه نیوکمپ تماشاگران: 0 داور: آنتونیو متئو لائوس |

| ۱۲ مه ۲۰۲۱ ۳۶                                   | اتلتیکو مادرید                             | ۲–۱   | رئال سوسیداد   | مادرید                                                                      |
| ۲۲:۰۰ ساعت تابستانی اروپای مرکزی (یوتی‌سی ۲:۰۰+) | - یانیک فریرا کاراسکو ۱۶' - آنخل کوره‌آ ۲۸' | گزارش | - Zubeldia ۸۳' | ورزشگاه: ورزشگاه متروپولیتانو تماشاگران: 0 داور: Guillermo Cuadra Fernández |

| ۱۶ مه ۲۰۲۱ ۳۷                                   | اتلتیکو مادرید                         | ۲–۱   | اوساسونا                               | مادرید                                                                 |
| ۱۸:۳۰ ساعت تابستانی اروپای مرکزی (یوتی‌سی ۲:۰۰+) | - رنان لودی ۸۲' - لوییس سوارز ۸۸', '۸۹ | گزارش | - آنته بودیمیر ۷۶', '۷۶ - Brašanac '۸۴ | ورزشگاه: ورزشگاه متروپولیتانو تماشاگران: 0 داور: Juan Martínez Munuera |

| ۲۲ مه ۲۰۲۱ ۳۸                                   | رئال وایادولید                                                            | ۱–۲   | اتلتیکو مادرید | وایادولید                                                                   |
| ۱۸:۰۰ ساعت تابستانی اروپای مرکزی (یوتی‌سی ۲:۰۰+) | - Plano ۱۸' - Marcos André '۵۵ - جواد الیامیق '۷۰ - Míchel '۷۴ - Fede '۷۸ | گزارش | - آنخل کوره‌آ ۵۷' - لوییس سوارز ۶۷' - ماریو هرموسو '۶۸ - ویتولو (بازیکن فوتبال، زاده ۱۹۸۹) '۶۸ - سائول نیگس '۶۸ - ژوآو فلیکس '۷۸ - فلیپه (بازیکن فوتبال) '۸۳ - رنان لودی '۸۷ | ورزشگاه: ورزشگاه خوزه زوریلا تماشاگران: 0 داور: José María Sánchez Martínez |

| ۱۶ دسامبر ۲۰۲۰ دور اول                 | کارداسار        | ۰–۳   | اتلتیکو مادرید                                                        | Sant Llorenç des Cardassar                        |
| ۱۹:۰۰ زمان اروپای مرکزی (یوتی‌سی ۱:۰۰+) | - Fernández '۵۹ | گزارش | - توما لمار ۲۴' - سائول نیگس '۳۷ - Ricard ۴۲', '۶۷ - شیمه ورسایکو ۸۳' | ورزشگاه: Es Moleters داور: Jorge Figueroa Vázquez |

| ۶ ژانویه ۲۰۲۱ دور دوم                  | کرنیا                                               | ۱–۰   | اتلتیکو مادرید                   | کرنیا د یبرگات                                               |
| ۱۸:۰۰ زمان اروپای مرکزی (یوتی‌سی ۱:۰۰+) | - Jiménez ۷' - García '۲۳ - Gila '۶۵ - Moreno '۹۰+۵ | گزارش | - خوزه خیمنز '۶ - Ricard '۵۲ '۶۳ | ورزشگاه: Nou Camp Municipal داور: Guillermo Cuadra Fernández |

| رتبه | تیم             | بازی | برد | تساوی | شکست | زده | خورده | امتیاز | راه‌یابی             |
| ---- | --------------- | ---- | --- | ----- | ---- | --- | ----- | ------ | ------------------- |
| ۱    | بایرن مونیخ     | ۶    | ۵   | ۱     | ۰    | ۱۸  | ۵     | ۱۶     | صعود به مرحله حذفی  |
| ۲    | اتلتیکو مادرید  | ۶    | ۲   | ۳     | ۱    | ۷   | ۸     | ۹      | صعود به مرحله حذفی  |
| ۳    | ردبول زالتسبورگ | ۶    | ۱   | ۱     | ۴    | ۱۰  | ۱۷    | ۴      | انتقال به لیگ اروپا |
| ۴    | لوکوموتیو مسکو  | ۶    | ۰   | ۳     | ۳    | ۵   | ۱۰    | ۳      |                     |

| رتبه | تیم             | بازی | برد | تساوی | شکست | زده | خورده | امتیاز | راه‌یابی             |
| ---- | --------------- | ---- | --- | ----- | ---- | --- | ----- | ------ | ------------------- |
| ۱    | بایرن مونیخ     | ۶    | ۵   | ۱     | ۰    | ۱۸  | ۵     | ۱۶     | صعود به مرحله حذفی  |
| ۲    | اتلتیکو مادرید  | ۶    | ۲   | ۳     | ۱    | ۷   | ۸     | ۹      | صعود به مرحله حذفی  |
| ۳    | ردبول زالتسبورگ | ۶    | ۱   | ۱     | ۴    | ۱۰  | ۱۷    | ۴      | انتقال به لیگ اروپا |
| ۴    | لوکوموتیو مسکو  | ۶    | ۰   | ۳     | ۳    | ۵   | ۱۰    | ۳      |                     |

| ۲۱ اکتبر ۲۰۲۰ ۱                                 | بایرن مونیخ                                                                                       | ۴–۰   | اتلتیکو مادرید                                                                                | مونیخ، آلمان                                                                                  |
| ۲۱:۰۰ ساعت تابستانی اروپای مرکزی (یوتی‌سی ۲:۰۰+) | - داوید آلابا '۵ - توماس مولر '۲۱ - کینگزلی کومان ۲۸'، ۷۲' - لئون گورتزکا ۴۱' - کورنتا تولیسو ۶۶' | گزارش | - رنان لودی '۴۳ - کوکه (بازیکن فوتبال، زاده ۱۹۹۲) '۴۴ - هکتور هررا '۴۵+۱ - لوکاس توریرا '۹۰+۲ | ورزشگاه: ورزشگاه آلیانتس آرنا تماشاگران: 0 داور: مایکل الیور (داور) (اتحادیه فوتبال انگلستان) |

| ۲۷ اکتبر ۲۰۲۰ ۲                        | اتلتیکو مادرید                                 | ۳–۲   | ردبول زالتسبورگ                                                                                    | مادرید، اسپانیا                                                                          |
| ۲۱:۰۰ زمان اروپای مرکزی (یوتی‌سی ۱:۰۰+) | - مارکوس یورنته ۲۹', '۶۴ - ژوآو فلیکس ۵۲'، ۸۵' | گزارش | - Ramalho '۱۳ - ماکسیمیلیان ووبر '۲۳ - دومینیک سوبوسلای ۴۰' - فلیپه (بازیکن فوتبال) ۴۷' (گل‌به‌خودی) | ورزشگاه: ورزشگاه متروپولیتانو تماشاگران: 0 داور: اوویدیو هاتگان (فدراسیون فوتبال رومانی) |

| ۳ نوامبر ۲۰۲۰ ۳                        | لوکوموتیو مسکو | ۱–۱   | اتلتیکو مادرید                                                      | مسکو، روسیه                                                                         |
| ۱۸:۵۵ زمان اروپای مرکزی (یوتی‌سی ۱:۰۰+) | - آنتون میرانچوک ۲۵' (پنالتی) - Murilo '۲۹ - گژگوش کریخوویاک '۵۱ - سلوبودان رایکوویچ '۵۴ - Zhemaletdinov '۷۰ - Ignatyev '۸۳ | گزارش | - خوزه خیمنز ۱۸' - لوییس سوارز '۲۴ - سائول نیگس '۴۴ - رنان لودی '۴۹ | ورزشگاه: آرزددی آرنا تماشاگران: ۸٬۱۴۷ داور: Benoît Bastien (فدراسیون فوتبال فرانسه) |

| ۲۵ نوامبر ۲۰۲۰ ۴                       | اتلتیکو مادرید | ۰–۰   | لوکوموتیو مسکو | مادرید، اسپانیا                                                                         |
| ۲۱:۰۰ زمان اروپای مرکزی (یوتی‌سی ۱:۰۰+) |                | گزارش |                | ورزشگاه: ورزشگاه متروپولیتانو تماشاگران: 0 داور: Slavko Vinčić (اتحادیه فوتبال اسلوونی) |

| ۱ دسامبر ۲۰۲۰ ۵                        | اتلتیکو مادرید                      | ۱–۱   | بایرن مونیخ                              | مادرید، اسپانیا                                                                       |
| ۲۱:۰۰ زمان اروپای مرکزی (یوتی‌سی ۱:۰۰+) | - ژوآو فلیکس ۲۶' - استفان ساویچ '۸۶ | گزارش | - بونا سار '۴۳ - توماس مولر ۸۶' (پنالتی) | ورزشگاه: ورزشگاه متروپولیتانو تماشاگران: 0 داور: کلمن تورپین (فدراسیون فوتبال فرانسه) |

| ۹ دسامبر ۲۰۲۰ ۶                        | ردبول زالتسبورگ | ۰–۲   | اتلتیکو مادرید                                                         | والز-زیتسنهایم، اتریش                                                                                   |
| ۲۱:۰۰ زمان اروپای مرکزی (یوتی‌سی ۱:۰۰+) | - Ramalho '۷۱   | گزارش | - ماریو هرموسو ۳۹', '۴۵+۱ - استفان ساویچ '۶۱ - یانیک فریرا کاراسکو ۸۶' | ورزشگاه: ورزشگاه ردبول آرنا (سالزبورگ) تماشاگران: 0 داور: آنتونی تیلور (داور) (اتحادیه فوتبال انگلستان) |

| ۲۳ فوریه ۲۰۲۱ رفت | اتلتیکو مادرید                        | ۰–۱   | چلسی                                                                         | بخارست، رومانی                                                                    |
| ۲۱:۰۰ زمان اروپای مرکزی (یوتی‌سی ۱:۰۰+) | - مارکوس یورنته '۶۳ - توما لمار '۹۰+۳ | گزارش | - میسون ماونت '۱ - ژورژینیو (بازیکن فوتبال، زاده ۱۹۹۱) '۶۴ - الیویه ژیرو ۶۸' | ورزشگاه: ورزشگاه ملی رومانی تماشاگران: 0 داور: فلیکس بریچ (فدراسیون فوتبال آلمان) |
| یادداشت: The match, originally to be played at the ورزشگاه متروپولیتانو in مادرید، was moved to ورزشگاه ملی رومانی in بخارست، due to restrictions related to the COVID-19 pandemic imposed by Spain on travelers from the United Kingdom out of concern of the کرونای انگلیسی. |                                       |       |                                                                              |                                                                                   |

| ۱۷ مارس ۲۰۲۱ برگشت                     | چلسی                                                    | ۲–۰ (۳–۰ گ.ح.) | اتلتیکو مادرید                                                                                             | لندن، انگلستان                                                                            |
| ۲۱:۰۰ زمان اروپای مرکزی (یوتی‌سی ۱:۰۰+) | - کای هافرتس '۳۰ - حکیم زیاش ۳۴' - امرسون پالمیری ۹۰+۴' | گزارش          | - رنان لودی '۳۱ - سائول نیگس '۵۱ - خوزه خیمنز '۶۰ - کوکه (بازیکن فوتبال، زاده ۱۹۹۲) '۷۲ - استفان ساویچ '۸۲ | ورزشگاه: ورزشگاه استمفورد بریج تماشاگران: 0 داور: دنیله اورساتو (فدراسیون فوتبال ایتالیا) |

| ش.            | پ.            | م.                   | بازیکن                                | مجموع | مجموع | مجموع  | مجموع | مجموع | مجموع | لا لیگا | لا لیگا | لا لیگا | لا لیگا | لا لیگا | لا لیگا | کوپا دل ری | کوپا دل ری | کوپا دل ری | کوپا دل ری | کوپا دل ری | کوپا دل ری | لیگ قهرمانان | لیگ قهرمانان | لیگ قهرمانان | لیگ قهرمانان | لیگ قهرمانان | لیگ قهرمانان |   |   |   |   |
| ------------- | ------------- | -------------------- | ------------------------------------- | ----- | ----- | ------ | ----- | ----- | ----- | ------- | ------- | ------- | ------- | ------- | ------- | ---------- | ---------- | ---------- | ---------- | ---------- | ---------- | ------------ | ------------ | ------------ | ------------ | ------------ | ------------ | - | - | - | - |
| ش.            | پ.            | م.                   | بازیکن                                | 1     | GK    | کرواسی | Grbić | ۱     | ۰     | ۰       | ۰       | ۰       | ۰       | ۰       | ۰       | ۰          | ۰          | ۰          | ۰          | ۱          | ۰          | ۰            | ۰            | ۰            | ۰            | ۰            | ۰            | ۰ | ۰ | ۰ | ۰ |
| 2             | DF            | اروگوئه              | خوزه خیمنز                            | ۱۶    | ۱     | ۱      | ۰     | ۴     | ۰     | ۱۲      | ۱       | ۰       | ۰       | ۳       | ۰       | ۱          | ۰          | ۰          | ۰          | ۱          | ۰          | ۳            | ۰            | ۱            | ۰            | ۰            | ۰            |   |   |   |   |
| 3             | DF            | اسپانیا              | Sánchez2                              | ۱     | ۰     | ۰      | ۱     | ۰     | ۰     | ۱       | ۰       | ۰       | ۱       | ۰       | ۰       | ۰          | ۰          | ۰          | ۰          | ۰          | ۰          | ۰            | ۰            | ۰            | ۰            | ۰            | ۰            |   |   |   |   |
| 4             | MF            | جمهوری آفریقای مرکزی | جفری کوندوگبیا                        | ۵     | ۱۲    | ۰      | ۰     | ۳     | ۰     | ۳       | ۱۲      | ۰       | ۰       | ۳       | ۰       | ۲          | ۰          | ۰          | ۰          | ۰          | ۰          | ۰            | ۰            | ۰            | ۰            | ۰            | ۰            |   |   |   |   |
| 5             | MF            | غنا                  | توماس پارتی2                          | ۲     | ۱     | ۰      | ۰     | ۱     | ۰     | ۲       | ۱       | ۰       | ۰       | ۱       | ۰       | ۰          | ۰          | ۰          | ۰          | ۰          | ۰          | ۰            | ۰            | ۰            | ۰            | ۰            | ۰            |   |   |   |   |
| 5             | DF            | اروگوئه              | لوکاس توریرا                          | ۵     | ۱۶    | ۱      | ۱     | ۲     | ۰     | ۳       | ۱۱      | ۱       | ۰       | ۱       | ۰       | ۲          | ۰          | ۰          | ۱          | ۰          | ۰          | ۰            | ۵            | ۰            | ۰            | ۱            | ۰            |   |   |   |   |
| 6             | MF            | اسپانیا              | کوکه (بازیکن فوتبال، زاده ۱۹۹۲)       | ۲۷    | ۳     | ۱      | ۲     | ۹     | ۰     | ۲۱      | ۲       | ۱       | ۲       | ۸       | ۰       | ۰          | ۰          | ۰          | ۰          | ۰          | ۰          | ۶            | ۱            | ۰            | ۰            | ۱            | ۰            |   |   |   |   |
| 7             | FW            | پرتغال               | ژوآو فلیکس                            | ۲۰    | ۹     | ۱۰     | ۴     | ۳     | ۰     | ۱۲      | ۹       | ۷       | ۴       | ۳       | ۰       | ۱          | ۰          | ۰          | ۰          | ۰          | ۰          | ۷            | ۰            | ۳            | ۰            | ۰            | ۰            |   |   |   |   |
| 8             | MF            | اسپانیا              | سائول نیگس                            | ۲۰    | ۶     | ۲      | ۰     | ۸     | ۰     | ۱۳      | ۶       | ۲       | ۰       | ۷       | ۰       | ۲          | ۰          | ۰          | ۰          | ۱          | ۰          | ۵            | ۰            | ۰            | ۰            | ۱            | ۰            |   |   |   |   |
| 9             | FW            | اروگوئه              | لوییس سوارز                           | ۲۵    | ۱     | ۱۶     | ۳     | ۵     | ۰     | ۲۰      | ۱       | ۱۶      | ۲       | ۴       | ۰       | ۰          | ۰          | ۰          | ۰          | ۰          | ۰          | ۵            | ۰            | ۰            | ۱            | ۱            | ۰            |   |   |   |   |
| 10            | FW            | آرژانتین             | آنخل کوره‌آ                            | ۲۴    | ۹     | ۴      | ۸     | ۲     | ۰     | ۱۷      | ۷       | ۴       | ۶       | ۲       | ۰       | ۲          | ۰          | ۰          | ۱          | ۰          | ۰          | ۵            | ۲            | ۰            | ۱            | ۰            | ۰            |   |   |   |   |
| 11            | MF            | فرانسه               | توما لمار                             | ۱۵    | ۱۲    | ۲      | ۳     | ۴     | ۰     | ۱۳      | ۶       | ۱       | ۲       | ۳       | ۰       | ۱          | ۰          | ۱          | ۰          | ۰          | ۰          | ۱            | ۶            | ۰            | ۱            | ۱            | ۰            |   |   |   |   |
| 12            | DF            | برزیل                | رنان لودی                             | ۱۳    | ۹     | ۰      | ۲     | ۳     | ۰     | ۷       | ۶       | ۰       | ۲       | ۱       | ۰       | ۲          | ۰          | ۰          | ۰          | ۰          | ۰          | ۴            | ۳            | ۰            | ۰            | ۲            | ۰            |   |   |   |   |
| 13            | GK            | اسلوونی              | یان اوبلاک                            | ۳۱    | ۰     | ۰      | ۰     | ۰     | ۰     | ۲۴      | ۰       | ۰       | ۰       | ۰       | ۰       | ۰          | ۰          | ۰          | ۰          | ۰          | ۰          | ۷            | ۰            | ۰            | ۰            | ۰            | ۰            |   |   |   |   |
| 14            | MF            | اسپانیا              | مارکوس یورنته                         | ۲۷    | ۴     | ۹      | ۸     | ۴     | ۰     | ۲۰      | ۴       | ۸       | ۷       | ۲       | ۰       | ۰          | ۰          | ۰          | ۰          | ۰          | ۰          | ۷            | ۰            | ۱            | ۱            | ۲            | ۰            |   |   |   |   |
| 15            | DF            | مونته‌نگرو            | استفان ساویچ                          | ۲۸    | ۱     | ۰      | ۰     | ۱۱    | ۰     | ۲۱      | ۰       | ۰       | ۰       | ۹       | ۰       | ۰          | ۱          | ۰          | ۰          | ۰          | ۰          | ۷            | ۰            | ۰            | ۰            | ۲            | ۰            |   |   |   |   |
| 16            | MF            | مکزیک                | هکتور هررا                            | ۷     | ۶     | ۰      | ۱     | ۳     | ۰     | ۴       | ۴       | ۰       | ۰       | ۲       | ۰       | ۰          | ۰          | ۰          | ۰          | ۰          | ۰          | ۳            | ۲            | ۰            | ۱            | ۱            | ۰            |   |   |   |   |
| 17            | FW            | صربستان              | ایوان شاپونیچ2                        | ۰     | ۲     | ۰      | ۰     | ۰     | ۰     | ۰       | ۰       | ۰       | ۰       | ۰       | ۰       | ۰          | ۲          | ۰          | ۰          | ۰          | ۰          | ۰            | ۰            | ۰            | ۰            | ۰            | ۰            |   |   |   |   |
| 18            | DF            | برزیل                | فلیپه (بازیکن فوتبال)                 | ۲۱    | ۶     | ۰      | ۰     | ۴     | ۰     | ۱۵      | ۵       | ۰       | ۰       | ۴       | ۰       | ۲          | ۰          | ۰          | ۰          | ۰          | ۰          | ۴            | ۱            | ۰            | ۰            | ۰            | ۰            |   |   |   |   |
| 19            | FW            | اسپانیا              | دیگو کوستا2                           | ۲     | ۵     | ۲      | ۰     | ۱     | ۰     | ۲       | ۵       | ۲       | ۰       | ۱       | ۰       | ۰          | ۰          | ۰          | ۰          | ۰          | ۰          | ۰            | ۰            | ۰            | ۰            | ۰            | ۰            |   |   |   |   |
| 19            | FW            | فرانسه               | موسی دمبله (بازیکن فوتبال اهل فرانسه) | ۰     | ۲     | ۰      | ۰     | ۰     | ۰     | ۰       | ۱       | ۰       | ۰       | ۰       | ۰       | ۰          | ۰          | ۰          | ۰          | ۰          | ۰          | ۰            | ۱            | ۰            | ۰            | ۰            | ۰            |   |   |   |   |
| 20            | MF            | اسپانیا              | ویتولو (بازیکن فوتبال، زاده ۱۹۸۹)     | ۵     | ۷     | ۰      | ۰     | ۱     | ۰     | ۳       | ۴       | ۰       | ۰       | ۱       | ۰       | ۲          | ۰          | ۰          | ۰          | ۰          | ۰          | ۰            | ۳            | ۰            | ۰            | ۰            | ۰            |   |   |   |   |
| 21            | MF            | بلژیک                | یانیک فریرا کاراسکو                   | ۱۶    | ۵     | ۳      | ۵     | ۳     | ۰     | ۱۲      | ۵       | ۲       | ۴       | ۳       | ۰       | ۰          | ۰          | ۰          | ۰          | ۰          | ۰          | ۴            | ۰            | ۱            | ۱            | ۰            | ۰            |   |   |   |   |
| 22            | DF            | اسپانیا              | ماریو هرموسو                          | ۲۳    | ۲     | ۲      | ۱     | ۵     | ۰     | ۱۹      | ۰       | ۱       | ۱       | ۴       | ۰       | ۱          | ۰          | ۰          | ۰          | ۰          | ۰          | ۳            | ۲            | ۱            | ۰            | ۱            | ۰            |   |   |   |   |
| 23            | DF            | انگلستان             | کیرن تریپیر                           | ۲۰    | ۰     | ۰      | ۵     | ۰     | ۰     | ۱۴      | ۰       | ۰       | ۵       | ۰       | ۰       | ۰          | ۰          | ۰          | ۰          | ۰          | ۰          | ۶            | ۰            | ۰            | ۰            | ۰            | ۰            |   |   |   |   |
| 24            | DF            | کرواسی               | شیمه ورسایکو                          | ۶     | ۳     | ۱      | ۰     | ۲     | ۰     | ۶       | ۲       | ۰       | ۰       | ۲       | ۰       | ۰          | ۱          | ۱          | ۰          | ۰          | ۰          | ۰            | ۰            | ۰            | ۰            | ۰            | ۰            |   |   |   |   |
| 27            | FW            | اسپانیا              | Camello1                              | ۰     | ۲     | ۰      | ۰     | ۰     | ۰     | ۰       | ۰       | ۰       | ۰       | ۰       | ۰       | ۰          | ۱          | ۰          | ۰          | ۰          | ۰          | ۰            | ۱            | ۰            | ۰            | ۰            | ۰            |   |   |   |   |
| 29            | DF            | اسپانیا              | Ricard1                               | ۲     | ۱     | ۱      | ۱     | ۳     | ۱     | ۰       | ۱       | ۰       | ۰       | ۰       | ۰       | ۲          | ۰          | ۱          | ۱          | ۳          | ۱          | ۰            | ۰            | ۰            | ۰            | ۰            | ۰            |   |   |   |   |
| 31            | GK            | اسپانیا              | San Román1                            | ۱     | ۰     | ۰      | ۰     | ۰     | ۰     | ۰       | ۰       | ۰       | ۰       | ۰       | ۰       | ۱          | ۰          | ۰          | ۰          | ۰          | ۰          | ۰            | ۰            | ۰            | ۰            | ۰            | ۰            |   |   |   |   |
| 35            | MF            | اروگوئه              | Sanabria1                             | ۰     | ۱     | ۰      | ۰     | ۰     | ۰     | ۰       | ۰       | ۰       | ۰       | ۰       | ۰       | ۰          | ۱          | ۰          | ۰          | ۰          | ۰          | ۰            | ۰            | ۰            | ۰            | ۰            | ۰            |   |   |   |   |
| 42            | MF            | اسپانیا              | Soriano1                              | ۰     | ۱     | ۰      | ۰     | ۰     | ۰     | ۰       | ۰       | ۰       | ۰       | ۰       | ۰       | ۰          | ۱          | ۰          | ۰          | ۰          | ۰          | ۰            | ۰            | ۰            | ۰            | ۰            | ۰            |   |   |   |   |
| گل‌به‌خودی رقبا | گل‌به‌خودی رقبا | گل‌به‌خودی رقبا        | گل‌به‌خودی رقبا                         | –     | –     | ۲      | –     | –     | –     | –       | –       | ۲       | –       | –       | –       | –          | –          | ۰          | –          | –          | –          | –            | –            | ۰            | –            | –            | –            |   |   |   |   |
| مجموع         | مجموع         | مجموع                | مجموع                                 | –     | –     | ۵۷     | ۴۵    | ۷۱    | ۱     | –       | –       | ۴۷      | ۳۶      | ۵۳      | ۰       | –          | –          | ۳          | ۳          | ۵          | ۱          | –            | –            | ۷            | ۶            | ۱۳           | ۰            |   |   |   |   |

| ر.            | ش.            | پ.             | نام                             | لا لیگا | کوپا دل ری | لیگ قهرمانان | مجموع |
| ------------- | ------------- | -------------- | ------------------------------- | ------- | ---------- | ------------ | ----- |
| ۱             | ۹             | مهاجم (فوتبال) | لوییس سوارز                     | ۱۷      | ۰          | ۰            | ۱۷    |
| ۲             | ۷             | مهاجم (فوتبال) | ژوآو فلیکس                      | ۷       | ۰          | ۳            | ۱۰    |
| ۳             | ۱۴            | هافبک          | مارکوس یورنته                   | ۸       | ۰          | ۱            | ۹     |
| ۴             | ۱۰            | مهاجم (فوتبال) | آنخل کوره‌آ                      | ۴       | ۰          | ۰            | ۴     |
| ۵             | ۲۱            | هافبک          | یانیک فریرا کاراسکو             | ۲       | ۰          | ۱            | ۳     |
| ۶             | ۸             | هافبک          | سائول نیگس                      | ۲       | ۰          | ۰            | ۲     |
| ۶             | ۱۱            | هافبک          | توما لمار                       | ۱       | ۱          | ۰            | ۲     |
| ۶             | ۱۹            | مهاجم (فوتبال) | دیگو کوستا2                     | ۲       | ۰          | ۰            | ۲     |
| ۶             | ۲۲            | مدافع          | ماریو هرموسو                    | ۱       | ۰          | ۱            | ۲     |
| ۱۰            | ۲             | مدافع          | خوزه خیمنز                      | ۰       | ۰          | ۱            | ۱     |
| ۱۰            | ۵             | مدافع          | لوکاس توریرا                    | ۱       | ۰          | ۰            | ۱     |
| ۱۰            | ۶             | هافبک          | کوکه (بازیکن فوتبال، زاده ۱۹۹۲) | ۱       | ۰          | ۰            | ۱     |
| ۱۰            | ۲۴            | مدافع          | شیمه ورسایکو                    | ۰       | ۱          | ۰            | ۱     |
| ۱۰            | ۲۹            | مدافع          | Ricard Sánchez1                 | ۰       | ۱          | ۰            | ۱     |
| گل‌به‌خودی رقبا | گل‌به‌خودی رقبا | گل‌به‌خودی رقبا  | گل‌به‌خودی رقبا                   | ۲       | ۰          | ۰            | ۲     |
| مجموع         | مجموع         | مجموع          | مجموع                           | ۴۷      | ۳          | ۷            | ۵۷    |

| ر.    | ش.    | پ.    | بازیکن            | بازی‌های انجام داده | دروازه بسته % | لا لیگا (%) | کوپا دل ری (%) | لیگ قهرمانان (%) | مجموع |
| ----- | ----- | ----- | ----------------- | ------------------ | ------------- | ----------- | -------------- | ---------------- | ----- |
| 1     | 13    | GK    | یان اوبلاک        | ۳۱                 | ۴۵٪           | ۱۲ (۵۲٪)    | ۰ (۰٪)         | ۲ (۲۸٪)          | ۱۴    |
| 2     | 1     | GK    | Ivo Grbić         | ۱                  | ۱۰۰٪          | ۰ (۰٪)      | ۱ (۱۰۰٪)       | ۰ (۰٪)           | ۱     |
| 3     | 31    | GK    | Miguel San Román1 | ۱                  | ۰٪            | ۰ (۰٪)      | ۰ (۰٪)         | ۰ (۰٪)           | ۰     |
| مجموع | مجموع | مجموع | مجموع             | ۳۳                 | ۴۴٪           | ۱۲ (۵۲٪)    | ۱ (۵۰٪)        | ۲ (۲۸٪)          | ۱۵    |

|              | بازی | تماشاگران | میانگین | بیشترین | کمترین |
| ------------ | ---- | --------- | ------- | ------- | ------ |
| لا لیگا      | ۱۲   | ۰         | ۰       | ۰       | ۰      |
| کوپا دل ری   | ۰    | ۰         | ۰       | ۰       | ۰      |
| لیگ قهرمانان | ۴    | ۰         | ۰       | ۰       | ۰      |
| مجموع        | ۱۶   | ۰         | ۰       | ۰       | ۰      |